# Stenosphenus cordovanus
Stenosphenus cordovanus là một loài bọ cánh cứng trong họ Cerambycidae.